# 闪光灯

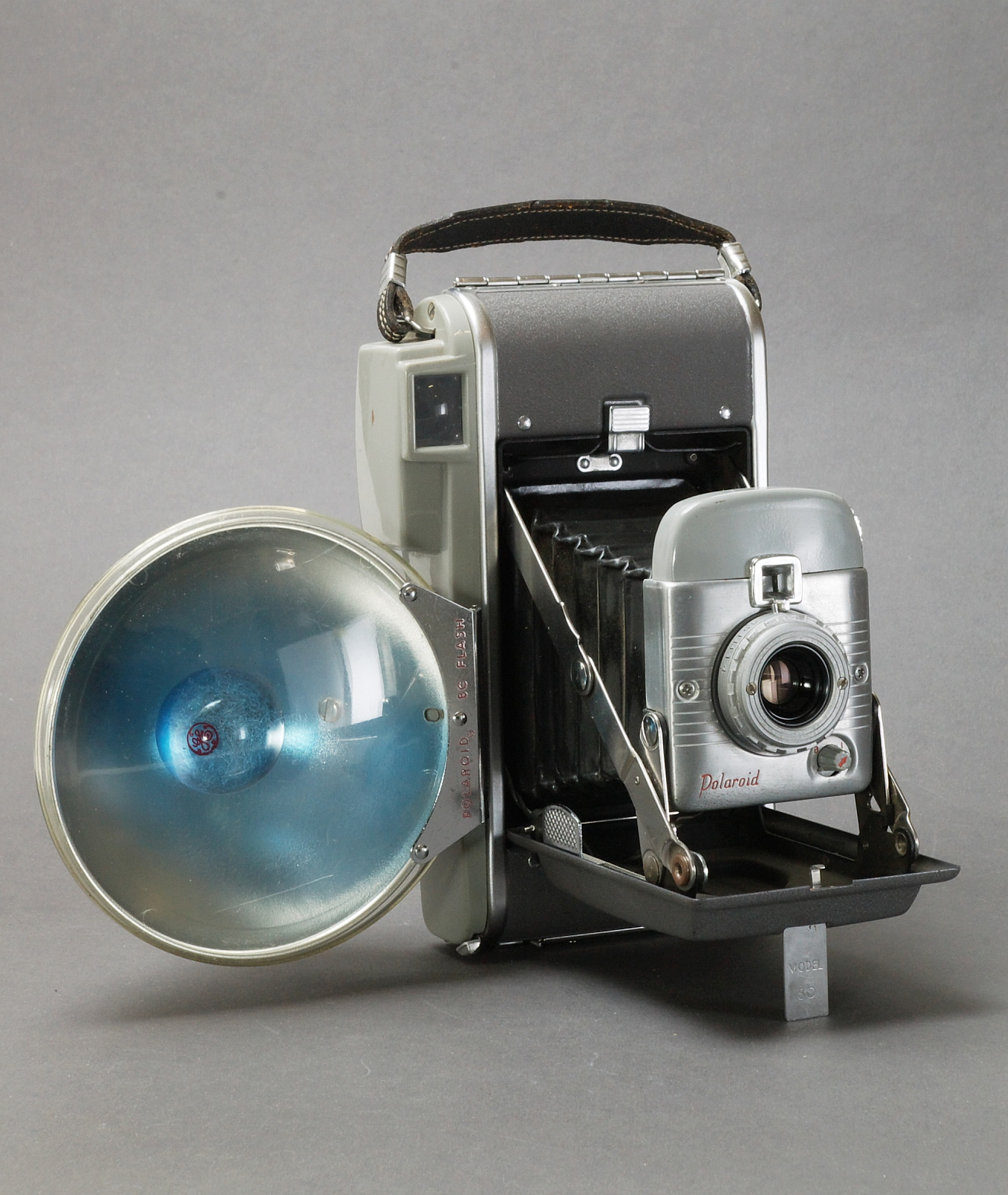
带有Blitz 281闪光灯的宝丽来80

閃光燈，是在攝影時所使用的人造光源。當按下照相機的快門之後，通常在1/1000到1/200秒之間，照亮場景。

## 原理与发展历史
最早的闪光灯可以追溯到1887年，诞生于德国的用于摄影的闪光灯。早期的闪光灯使用镁，氯酸钾和硫化锑的混合粉末作为主要发光材料，镁在通电之后，与空气中的氧气发生氧化反应，产生强光，照亮受摄体（同时也产生大量烟雾），因此亦称作镁光灯。
在之后的20世纪20年代，以此原理制成了闪光灯泡，即将铝和镁缠绕的灯丝放置在充了氧气的灯泡中。这样的灯泡是一次性使用，使用完如需再次闪光需更换灯泡。在希区柯克电影《后窗》中即有相关情节。
而现时使用的闪光灯多为电子闪光灯，主要由灯管，电容以及相应的控制电路组成。其发光应用高压放电发光原理，即先为电容器充电，在触发时，灯管内充的气体（氙气或其他惰性气体）受电容放电瞬间形成的高压电场电离而发出极其强烈耀眼的可见光，而完成闪光任务。
随着LED技术的发展，近年来，一些可拍照手机选择了使用LED来进行补光，而非传统的电子闪光灯使用的氙气灯管。

## 用途

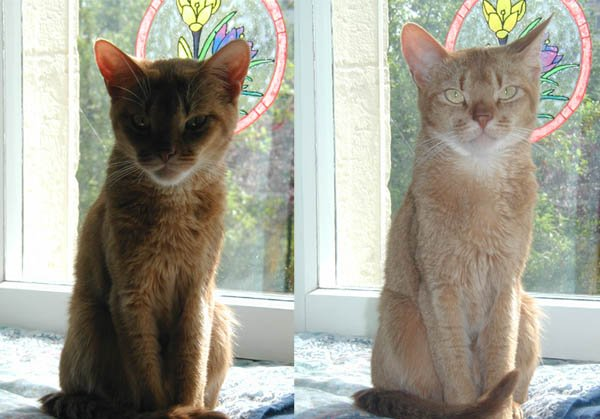
（左）未使用閃光燈，（右）使用之後

闪光灯的一个显而易见的用途，就是用于摄影时的补光，即在自然光线条件不足时为受摄体人为增加照度。
闪光灯的另外一个用途，就是用于摄影时的布光，通过布置光线的位置，投射的方式（直打或跳闪，柔光或硬光，是否束光）可以增加摄影作品的趣味或是提升照片的品质；多灯协作和离机闪光灯的使用，通过这种单个或多个人造光源的摆放组合，更是大大提升了摄影师拍摄的创造性和拍摄时光线的可控性。又如，在高速频闪闪光灯的帮助下，可记录物体一段时间内的运动轨迹，可提供科学研究用。
仅就这两项用途而言，闪光灯并不是唯一的手段，反光板或者常亮的人造光源同样能完成；闪光灯更像两者之间的一种妥协，小巧轻便，发光功率高，能源消耗少，不受自然光线影响。成熟的摄影师会根据其拍摄对象与环境以及自己的使用习惯而进行选择。

## 闪光灯种类
按发光类型分，可参阅前文，主要有：
- 镁光灯
- 闪光灯泡
- 电子闪光灯

按便携性分，主要有三类：

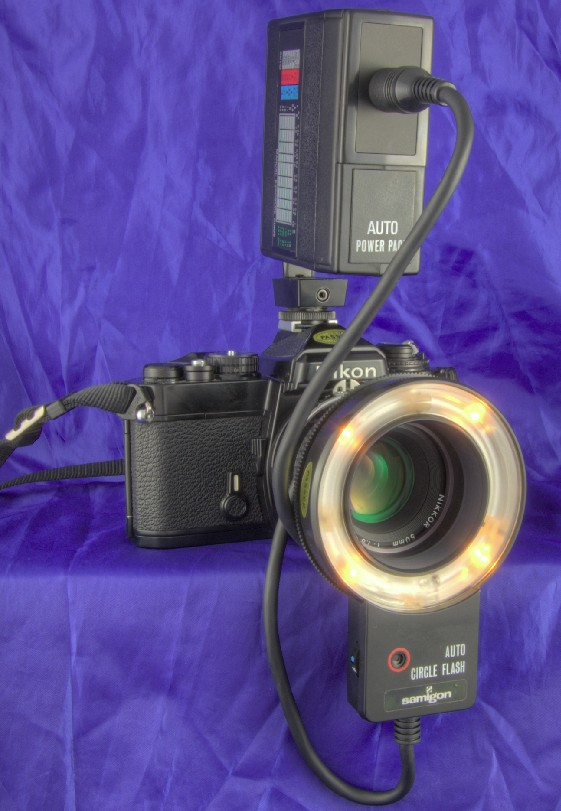
一台装备了环形闪光灯的尼康FE

- 照相机内置闪光灯 发光功率有限，且位置固定，多用于补光（部分照相机可利用内闪引闪离机闪光灯）
- 小型/机顶外置闪光灯  电源，电路以及发光单元集成的外置闪光灯，便携但有较大的闪光指数，一般使用热靴与照相机连接
- 独立闪光灯  又称“棚燈”或“影室灯”，电源及电路分置的闪光灯，功率大，体积较大，需依靠灯架固定布放，且可与灯罩、反光伞、柔光箱、滤色片等多种配件组合使用。多用于摄影棚拍摄，且多使用PC接口与相机连接同步

其他特殊用途闪光灯：
- 环形闪光灯  可在镜头前组一片区域内营造均匀无遮挡的光线，多用于微距摄影或人像摄影
- 频闪闪光灯  能以高频率状态多次触发的闪光灯，可与多重曝光技术结合，拍摄运动轨迹

## 连接与同步

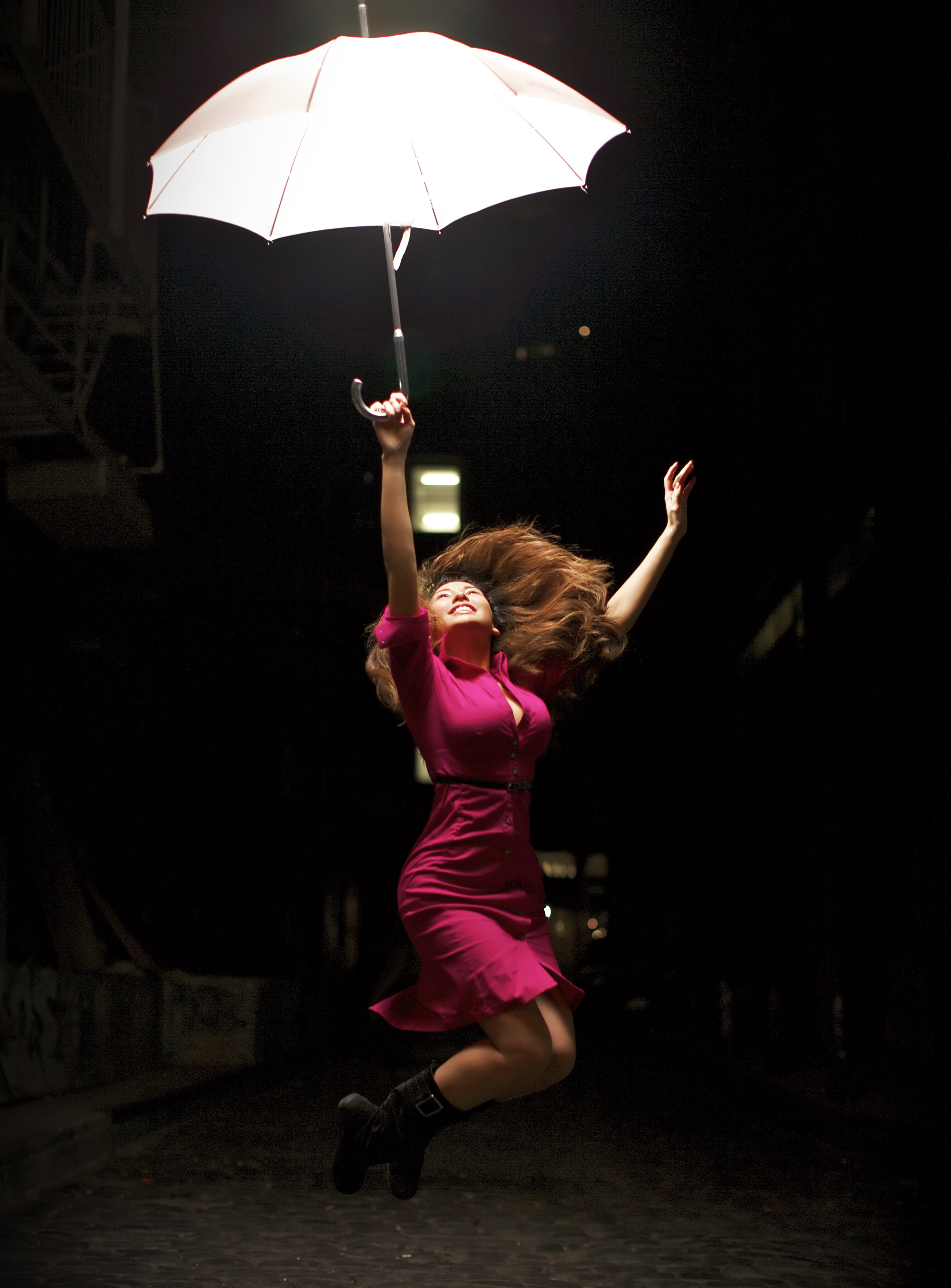
通过普威触发拍摄的照片

PC同步接口是一种传统的闪光灯连接同步方式，虽然不支持TTL闪光测光，但是由于其良好的通用性与可靠性，在许多影室拍摄中都仍然能见到PC接口与同步线的使用。
1960年代氙气闪光管（xenon flashtube）开始应用，并与热靴（hot shoe）连接，俗称万次闪光灯，热靴这样的连接方式：热靴源于较早的冷靴——一种用于安装与固定摄影用附件（如水平仪或额外的取景器）的纯机械结构，将其中加上电子触点，则可以在快门释放的同时，由热靴来传递同步信号。
因为使用离机闪光灯触发能营造比在机顶使用闪光灯更多的光线效果，而用传统的PC同步线有布线的麻烦，无线触发也成为了一个发展方向。在20世纪90年代，日本的相机制造商，例如美能达，尼康与宾得开发出了以光触发来引闪外置闪光灯的方式，因为其简易方便而深入人心，在现在的数码机型上仍然保留支持。但是缺点也比较明显——可见光或者红外触发在光线充足的环境下可能存在干扰，且可能因为环境中存在障碍物遮蔽导致触发失败。
同样在90年代，以普威（Pocket Wizard）为代表的无线电触发方式则代表了一种新思路，使用无线电触发方式，可以在一定的距离内触发设置好的闪光灯，同时避免可见光干扰和直线遮挡。但是用无线电方式触发多数为副厂产品支持。在2012年，相机制造商佳能也在其新推出的SpeedLite 600EX-RT闪光灯上配置无线电模块，意味着相机制造商开始侵入无线电触发领域。

## 照明特性
無論是相機機身內建，外接熱靴式，或是外掛電源棚燈。此類閃光燈所發出的光皆為"瞬时光"，而非"持续光"。具備可調整照度強弱功能的機種並不是直接控制光線強弱，而是控制點明的時間，一般閃光燈單次觸發點明的時間最長不超過1/200秒。
由於現代相機快门帘幕的設計，當快門速度設定超過廠商標明閃光燈最高同步速度的限制時使用閃光燈捕光，所攝製的作品會有光照不完全，甚至是完全沒有光照效果的情形。
因閃光燈只會展生短暫的光照效果，因此當閃光燈出力相同時，要控制光的入射量應該調整相機光圈大小，而不是快門速度。

## 紅眼
因燈材與鏡頭距離較近之故，此現象在消費級數位相機中較為可能發生。於暗處拍攝人像或動物等題材作品時使用閃光燈，由於生體瞳孔此時為放大狀態；藉以獲取更多的光線進入視網膜。燈具發出的短暫強光會直接照射進入眼睛并反射出虹膜的紅色光譜，使得作品中生體的眼睛部位在視覺上成為紅色，是為紅眼。
目前大部分相機皆有應對此現象的功能；一般通稱「防紅眼」。相機拍攝前會點亮高照度自動對焦捕光燈（如果具備）或是以閃光燈發出短促的閃光效果使生體眼睛的瞳孔縮小，以對即將接受的閃光有所準備，此時眼睛進光量減少，虹膜反射的光減少或不足以產生紅眼現象。
使用者也可改變閃光燈角度或是使用其他光源捕光來避免這個問題。

## GN值
表示閃光燈產品最大照度的數值，標明GN值為n的產品，表示在ISO設定為100，使用135照相机器材標準的50mm鏡頭拍攝時，最大有效照明距離為n公尺。

## 技巧

### 跳燈
閃光燈對著房間的天花板或牆壁打光，利用反光來照亮拍攝對像。這個技巧由印度攝影大師蘇布拉泰·米特拉（Subrata Mitra）在1956年發明。因為反射面大，可以產生類似太陽直射或鄰近窗邊般的自然光線。

### 多重閃光
用兩台以上的同步閃光燈打光。在人物拍攝常見的處理方式是在斜上方或用跳燈作為主要光源，相機上方的閃光燈對人臉製造特寫，並在人物後面補上背光。

### 前/後簾閃光
在長曝光的開頭或結束時進行閃光，可以讓照片中同時有長曝光的移動和定格的效果，常用來拍攝運動或夜間車輛。

### 有色閃光
在閃光燈前裝上用半透明色片，讓閃光有顏色，並且可以配合相機的白平衡設定來突顯畫面中特定顏色的物體。

## 光害
突然的強光會暫時影響視力，黑暗环境下的闪光灯使用可能会造成类似直视太阳的短暂失明效果。如對行進中的交通工具的使用閃光燈，可能造成駕駛者夜盲暫時影響其視力，增加車禍風險。就算視力未受影響，強光仍會造成不適，為了避免影響其他人，在許多地方（例如餐廳、劇場）應避免使用。其他動物也一樣會受影響，並且可能對眼睛造成損害，因此動物園和水族館不應使用。
強烈的照明可能造成一些材質劣化，因此美術館、博物館常禁止閃光。有其他人在拍照時，閃光可能對其他人的照片形成光害，尤其是有人使用長曝時更容易影響。
在投影或幻灯拍摄时，若使用闪光灯，可能会由于过亮而使得屏幕为一片白，而拍摄不到原先受投影上的内容。

## 常见的闪光灯制造商

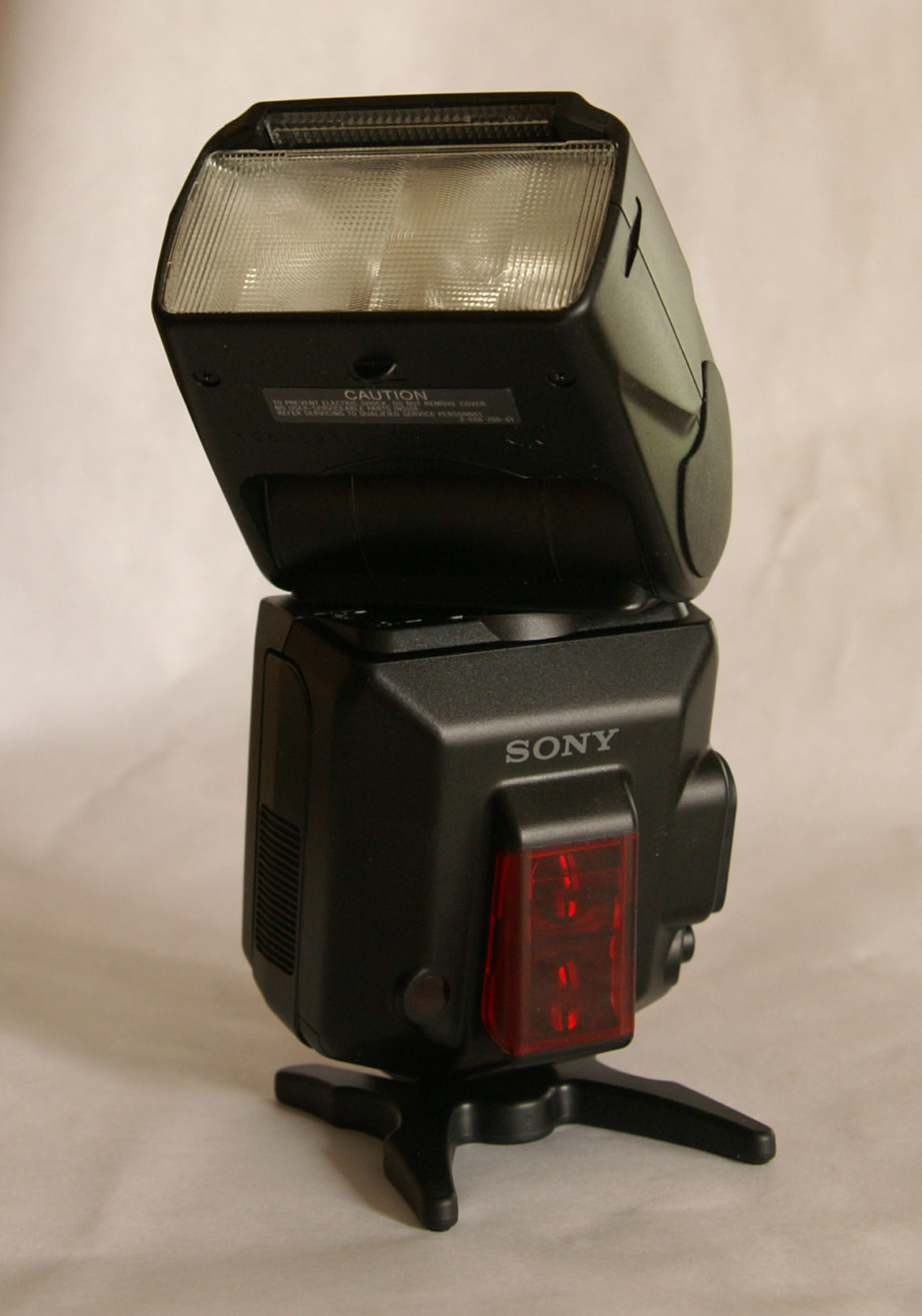
HVL-F56AM，一款索尼闪光灯

大部分的數位相機製造商都擁有自己品牌的閃光燈，有自己獨家專利權的TTL功能且互不相容，不過產品如是基於標準熱靴通訊協定設計；在不同廠牌機身交換只是單純使用觸發功能則不會有障礙。常见的系統包括：尼康的CLS创意闪光灯系统、佳能的Speedlite、美能达/Sony α的ADI闪光系统。

## 外部連結
- "Flash Photography with Canon EOS Cameras – Part I". PhotoNotes.org. 12 December 2010.
- "A Minolta/Sony Alpha Flash Compendium". Fotografie.
- (PDF).   [2006-09-19]. （原始内容 (PDF)存档于2015-05-29）. (87.2 KB). Gordon McKinney.
- List of flashbulbs models. David L. Brittain.
- Flash comparison chart 的存檔，存档日期2016-03-03.. Bart Zieba Photography.